# Puyo Puyo Sun
Puyo Puyo Sun  (ぷよぷよＳＵＮ) est un jeu vidéo de puzzle sorti en 1997 sur borne d'arcade puis porté sur Saturn, Nintendo 64, PlayStation, Windows et Game Boy Color uniquement au Japon. Le jeu a été développé et édité par Compile.
Le jeu fait partie de la série Puyo Puyo.